# Cabernet dorio
Le  cabernet dorio  est un cépage de cuve de raisins noirs.

## Origine et répartition géographique
Le cépage est une obtention de l'institut Staatliche Lehr- und Versuchsanstalt für Wein- und Obstbau Weinsberg à Weinsberg. L'origine génétique est vérifiée et c'est un croisement des cépages Dornfelder x Blaufränkisch réalisé en 1971.
Il est de même parentage que le cabernet dorsa.

## Potentiel technologique
Les grappes sont moyennes et les baies sont de taille petite. La grappe est moyennement compacte. Le cépage est très résistent au mildiou, peu sensible à l'oïdium et assez résistent à la pourriture grise. Le cépage donne des vins corsé et bien coloré même dans des vignobles septentrionaux.

## Synonymes
Le  cabernet dorio  est connu sous le sigle de We 71-817-89